# Bisco Hatori
Bisco Hatori, nascida em 30 de agosto de 1975, é uma mangaka japonesa.

## Carreira
É a autora de Ouran High School Host Club. Estreou com Ishunkan no Romance (Um Instante de Romance), na revista LaLa DX, em 1999. Egoist Love é também uma de suas produções, que foi publicada em alguns volumes de Ouran High School Host Club, as histórias são independentes e por enquanto não somam um tankōbon.
Bisco Hatori começou a chamar atenção com o mangá Milleniun snow ( que saiu na Hana To Yume em 2001. Este mangá conta com dois volumes até o momento e não está oficialmente encerrada, ela foi simplesmente interrompida para que Hatori se dedicasse integralmente a Ouran Host Club, série que mostrou seu trabalho para o mundo. O mangá de Ouran Host Club começou a ser publicado em 2003 na revista LaLa DX, a mesma que publicava Karekano. Ouran Host Club é uma comédia meio histérica e de lances muito rápidos.
A autora Bisco Hatori possui um traço inconfundivel e as suas histórias são recheadas de comédia e romance. Outra coisa que chama atenção é a auto representação da autora, fazendo uma espécie de personagem baixinho e maltrapilho, parecendo uma boneca de pano, e seus mangás contém sátiras de seus editores e de vários animes,games,otakus, de expressões japonesas.
Ela é fã de Slam Dunk (shonen) e Please Save My Earth (shoujo).

## Trabalhos
- A Second Romance (2001)
- Millennium Snow (2001)
- Ouran High School Host Club (2003)
- Romantic Egoist